# SpaceX Crew-5
SpaceX Crew-5 — п'ятий робочий пілотований політ космічного корабля Dragon 2 до МКС. 

## Запуск
Запуск здійснено 5 жовтня 2022 року о 16:00:57 UTC. До МКС доставлено чотирьох членів екіпажу, учасників МКС-68. Заплановано, що місія буде тривати протягом 6 місяців.

## Склад екіпажу
Склад екіпажу: 
| Астронавт    | Посада           | № польоту | Агентство |
| Ніколь Манн  | Командир корабля | 1         | НАСА      |
| Джош Касада  | Пілот            | 1         | НАСА      |
| Коіті Ваката | Спеціаліст 1     | 5         | JAXA      |
| Анна Кікіна  | Спеціаліст 2     | 1         | Роскосмос |

## Хід місії
Стикування з модулем Гармоні МКС відбулось 6 жовтня 2022 року, о 21:01 UTC.

## Завершення місії
12 березня 2023 року, після 09:00 p.m. за Північноамериканським східним часом (близько 04:02 за київським часом), місія астронавтів SpaceX Crew-5 для NASA повернулася на Землю з Міжнародної космічної станції після більш ніж п'яти місяців перебування в космосі, - про це було повідомлено на Space.com.
Зазначається, що капсула Crew Dragon Endurance з чотирма астронавтами на борту приводнилася у Мексиканській затоці поблизу узбережжя Флориди (США). «Дякую, SpaceX, це була фантастична поїздка. Ми щасливі бути вдома», — сказала по радіозв’язку американська астронавтка Ніколь Манн.
Загалом астронавти NASA Джош Касада та Ніколь Манн, представник Японії Коіті Ваката та російська космонавтка Анна Кікіна пробули у космосі на Міжнародній космічній станції 157 діб.